# داريل موريسون
داريل موريسون (بالإنجليزية: Darryl Morrison)‏ هو لاعب كرة قدم أمريكية أمريكي، ولد في 19 مايو 1971 في فينيكس في الولايات المتحدة.

## وصلات خارجية
- داريل موريسون على موقع مرجع كرة القدم المحترفة.كوم (الإنجليزية)